# Contea di Swisher
La contea di Swisher in inglese Swisher County è una contea dello Stato del Texas, negli Stati Uniti. La popolazione al censimento del 2010 era di 7 854 abitanti. Il capoluogo di contea è Tulia. La contea è stata creata nel 1887 ed organizzata nel 1890. Il suo nome deriva da John S. Sutton, un ufficiale del Confederate States Army.

## Geografia
| Anno | Popolazione | ±%       |
| ---- | ----------- | -------- |
| 1880 | 4           | Note:    |
| 1890 | 100         | 2.400,0% |
| 1900 | 1227        | 1.127,0% |
| 1910 | 4.012       | 227,0%   |
| 1920 | 4.388       | 9,4%     |
| 1930 | 7.343       | 67,3%    |
| 1940 | 6.528       | −11,1%   |
| 1950 | 8.249       | 26,4%    |
| 1960 | 10.607      | 28,6%    |
| 1970 | 10.373      | −2,2%    |
| 1980 | 9.723       | −6,3%    |
| 1990 | 8.133       | −16,4%   |
| 2000 | 8.378       | 3,0%     |
| 2010 | 7.854       | −6,3%    |

Secondo l'Ufficio del censimento degli Stati Uniti d'America la contea ha un'area totale di 1454 miglia quadrate (3770 km²), di cui 1454 miglia quadrate (3770 km²) sono terra, mentre 0,5 miglia quadrate (1,3 km², corrispondenti allo 0,03% del territorio) sono costituiti dall'acqua.

### Strade principali
- Interstate 27
- U.S. Highway 87
- State Highway 86

### Contee adiacenti
- Randall County (nord)
- Armstrong County (nord-est)
- Briscoe County (est)
- Floyd County (sud-est)
- Hale County (sud)
- Castro County (ovest)